# Andisk sumpråtta
Andisk sumpråtta (Neotomys ebriosus) är en däggdjursart som beskrevs av Thomas 1894. Neotomys ebriosus är ensam i släktet Neotomys som ingår i familjen hamsterartade gnagare. IUCN kategoriserar arten globalt som livskraftig. Inga underarter finns listade.
Denna gnagare förekommer i Anderna från centrala Peru över västra Bolivia till norra Chile och nordvästra Argentina. Arten vistas där mellan 2500 och 4600 meter över havet. Andisk sumpråtta lever nära vattendrag eller i träskmarker i landskapet Altiplano som annars utgörs av gräsmarker och buskskogar.
Individerna når en kroppslängd (huvud och bål) av 11 till 18 cm och en svanslängd av 6 till 9 cm. De väger 60 till 70 gram. Pälsen har på ovansidan en gråbrun färg och buken är vitaktig. Hos vissa populationer förekommer ett mörkt band på bröstet. Håren på svansens ovansida är brun och undersidan ljusgrå. Kännetecknande är den rödaktiga nosen.
Andisk sumpråtta kan vara aktiv på dagen och på natten och den äter växtdelar. När den vilar söker den skydd under klippor eller stenar. Honor föder en eller två ungar per kull.